# Seznam italijanskih violinistov
Seznam italijanskih violinistov.

## A
- Evaristo Abaco
- Salvatore Accardo

## B
- Antonio Bazzini

## C
- Giuseppe Cambini
- Arcangelo Corelli

## B
- Riccardo Brengola (1917–2004)

## F
- Nicola (Nicolò) Fiorenza

## G
- Enrico Gatti
- Francesco Geminiani
- Federico Guglielmo
- Franco Gulli

## H
- Augustin Hadelich

## L
- Rodolfo Lipizer

## M
- Antonello Manacorda
- Biagio Marini
- Jacopo Melani
- Antonio Montanari
- Claudio Monteverdi

## N
- Pietro Nardini

## P
- Niccolò Paganini
- Gaetano Pugnani

## S
- Camillo Sivori
- Michele Stratico

## T
- Giuseppe Tartini
- Giuseppe Torelli

## U
- Uto Ughi

## V
- Giuseppe Valentini
- Francesco Maria Veracini
- Giovanni Battista Viotti
- Antonio Vivaldi

## Z
- Gianpiero Zanocco